# FC Dallas
FC Dallas är en professionell fotbollsklubb i Frisco i Texas i USA som spelar i Major League Soccer (MLS).
Klubben grundades 1995 under namnet Dallas Burn och var en av de ursprungliga klubbarna i MLS första säsongen 1996.
FC Dallas spelar sina hemmamatcher på Toyota Stadium i Frisco, en förort till Dallas. Arenan har kapacitet att ta emot 20 500 besökare. Klubben har spelat där sedan de bytte namn 2005.
Klubben ägs av Clark Hunt, som även äger NFL-klubben Kansas City Chiefs.
2010 gick Dallas till final i MLS Cup, men åkte på stryk mot Colorado Rapids. Klubben vann 2016 Supporters' Shield, som går till den klubb som tog flest poäng i grundserien. Två gånger, 1997 och 2016, har klubben vunnit US Open Cup.

## Spelare

### Spelartrupp
| Nr | Land       | Pos | Namn                          |
| -- | ---------- | --- | ----------------------------- |
| 1  | Indonesien | MV  | Maarten Paes                  |
| 2  | Brasilien  | F   | Geovane Jesus                 |
| 4  | USA        | F   | Marco Farfan                  |
| 5  | Ghana      | F   | Lalas Abubakar                |
| 6  | Ecuador    | MF  | Patrickson Delgado            |
| 7  | Brasilien  | MF  | Léo Chú                       |
| 8  | USA        | MF  | Sebastian Lletget             |
| 9  | Kroatien   | A   | Petar Musa                    |
| 11 | Ecuador    | A   | Anderson Julio                |
| 13 | USA        | MV  | Antonio Carrera               |
| 16 | Sydafrika  | A   | Tsiki Ntsabeleng              |
| 17 | USA        | F   | Nkosi Tafari                  |
| 18 | USA        | F   | Shaq Moore                    |
| 19 | USA        | MF  | Paxton Pomykal                |
| 20 | Argentina  | A   | Alan Velasco                  |
| 21 | Angola     | MF  | Show (lån från Maccabi Haifa) |

| Nr | Land      | Pos | Namn              |
| -- | --------- | --- | ----------------- |
| 22 | Brasilien | MF  | Ramiro            |
| 23 | USA       | A   | Logan Farrington  |
| 25 | USA       | F   | Sebastien Ibeagha |
| 27 | USA       | A   | Herbert Endeley   |
| 30 | USA       | MV  | Michael Collodi   |
| 32 | USA       | F   | Nolan Norris      |
| 34 | USA       | MF  | Alejandro Urzua   |
| 35 | Jamaica   | F   | Malachi Molina    |
| 36 | Polen     | A   | Daniel Baran      |
| 41 | Jamaica   | A   | Tarik Scott       |
| 50 | USA       | A   | Diego Pepi        |
| 51 | Mexiko    | MF  | Anthony Ramirez   |
| 77 | USA       | MF  | Bernard Kamungo   |
| 99 | Rumänien  | MF  | Enes Sali         |
|    | USA       | MF  | Diego García      |
|    | Brasilien | A   | Pedrinho          |

### Utlånade spelare
| Nr | Land  | Pos | Namn                                |
| -- | ----- | --- | ----------------------------------- |
| 12 | Haiti | MF  | Carl Sainté (i Phoenix Rising)      |
| 35 | USA   | MF  | Tomas Pondeca (i New Mexico United) |

### Framstående spelare
| Argentina - Mauro Díaz (2013–2018) - Diego Soñora (1996–1997) - Darío Sala (2005–2010) - Maximiliano Urruti (2016–2018) Belgien - Roland Lamah (2017–2018) Bolivia - Joselito Vaca (2001–2003) Brasilien - Denílson (2007) - Jackson (2010–2013) Colombia - Leonel Álvarez (1996, 1998–1999) - Michael Barrios (2015–) - Jair Benítez (2009–2014) - Fabián Castillo (2011–2016) - David Ferreira (2009–2013) - Óscar Pareja (1998–2005) - Juan Carlos Toja (2007–2008) - John Jairo Trellez (1999) Ecuador - Carlos Gruezo (2016–2019) - Ariel Graziani (1999–2001) - Roberto Miña (2005–2008) | El Salvador - Arturo Alvarez (2005–2008) - Jorge Rodríguez (1997–2002) Finland - Simo Valakari (2004–2006) Guatemala - Carlos Ruiz (2005–2007, 2016) Honduras - Bryan Acosta (2019–) - Maynor Figueroa (2016–2018) Irland - Ronnie O'Brien (2002–2006) Kanada - Tesho Akindele (2014–2018) - Adrian Serioux (2007–2009) Mexico - Hugo Sánchez (1996) - Damián Álvarez (1997–1998) - Antonio Martínez (2000–2003) - Duilio Davino (2008) Nordirland - Steve Morrow (2002–2003) Panama - Blas Pérez (2012–2015) | Peru - Raúl Fernández (2013–2014) Saint Kitts och Nevis - Atiba Harris (2009–2010, 2015–2017) Schweiz - Alain Sutter (1997–1998) - Reto Ziegler (2018–) Trinidad och Tobago - Shaka Hislop (2006–2007) - Brian Haynes (1996–2000) USA - Kellyn Acosta (2013–2018) - Kenny Cooper (2006–2009, 2013) - Jeff Cunningham (2008–2010) - Chad Deering (1998–2003) - Mark Dodd (1996–1999) - Cory Gibbs (2004) - Clarence Goodson (2004–2007) - Matt Hedges (2012–) - Eddie Johnson (2001–2005) - Jason Kreis (1996–2004) - Zach Loyd (2010–2016) - Drew Moor (2005–2009) - Mark Santel (1996–2000) - Brek Shea (2008–2012) |